# KISS (長谷実果の曲)
KISS（キス）は長谷実果のメジャー1枚目（通算2枚目）のシングル。

## 概要
イギリスでのインディーズを得てのメジャーデビューシングル。以降、作曲・編曲をNew Cinema 蜥蜴のギタリスト、岩井勇一郎が担当する。カップリングにはインディーズ時代のアレンジャーが制作した表題曲のリミックスバージョンが収録されている。

## 批評
雑誌『Groovin'』は「スタート地点に立っているという空気感をイメージさせる、瑞々しくエモーショナルなサウンド展開のミディアムポップチューン。未来を見つめる瞳をそっと開くと、眩いばかりの光が前から差し込んでくるような、そんな清々しさに満ちている」と評した。

## 収録曲
1. KISS
作詞：長谷実果　作曲・編曲：岩井勇一郎
2. 傷つきながら…もがきながら…
作詞：長谷実果　作曲・編曲：岩井勇一郎
3. KISS(Blue Mondays Mix)
4. KISS(inst.)